# Lincang
Lincang (cinese: 临沧; pinyin: Líncāng) è una città-prefettura della Cina nella provincia dello Yunnan.

## Suddivisioni amministrative
- Distretto di Linxiang
- Contea di Fengqing
- Contea di Yun
- Contea di Yongde
- Contea di Zhenkang
- Contea autonoma lahu, va, blang e dai di Shuangjiang
- Contea autonoma dai e va di Gengma
- Contea autonoma va di Cangyuan